# Бяга
Бя́га (болг. Бяга) — село в Пазарджицькій області Болгарії. Входить до складу общини Брацигово.

## Населення
За даними перепису населення 2011 року у селі проживали 1444 особи.
Національний склад населення села:
| Національність   | Кількість осіб | Відсоток |
| ---------------- | -------------- | -------- |
| болгари          | 1255           | 98,9%    |
| цигани           | 7              | 0,6%     |
| інша             | 3              | 0,2%     |
| Всього відповіли | 1269           |          |

Розподіл населення за віком у 2011 році:
Динаміка населення: